# SIMM

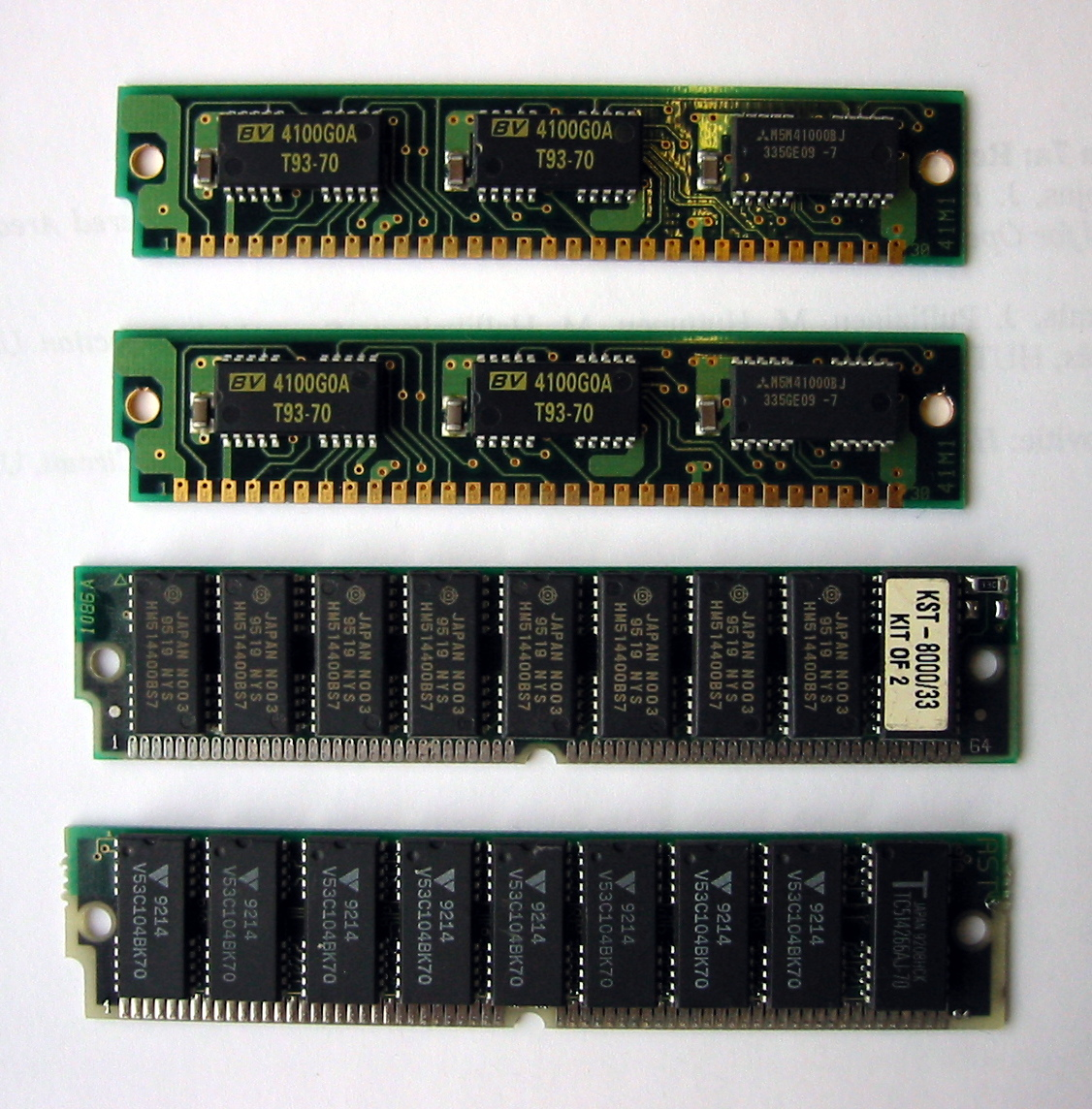
SIMM-minnen. Överst 30-pins, under 72-pinsmoduler.

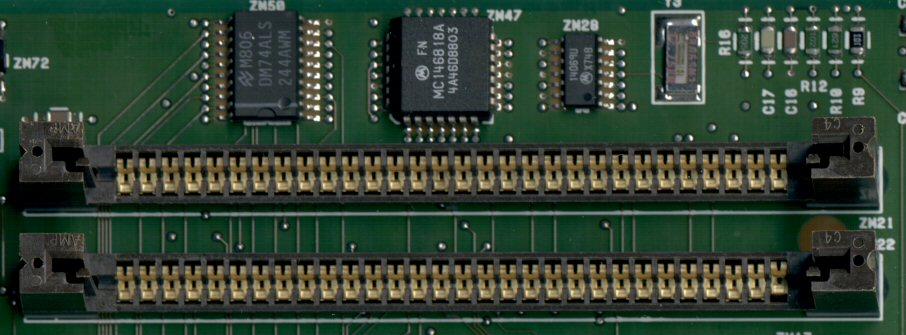
SIMM-socklar på ett PS/2-moderkort.

SIMM, single in-line memory module, är en typ av minnesmodul som används för RAM-minnen i persondatorer. 
En typisk SIMM består av flera DRAM-chip som sitter fastlödda på ett avlångt mönsterkort med en rad kontaktbleck på en kant. SIMM:en underlättade en hel del för datorkonstruktörer och för den som ville uppgradera minnet i en dator, då man slapp att som tidigare montera ett antal känsliga DIL-kapslar i enskilda socklar. En SIMM kunde rymma 8 eller 16 enskilda kapslar och var lätt att sätta i och ta ur sin speciella sockel, som låste fast modulen med små hävarmar.
De två mest spridda typerna är 30- och 72-pinsmoduler. 30-pinsmodulerna dök upp vid mitten av åttiotalet och användes tidigt i Macintosh och IBM PS/2. De flesta andra tillverkare avvaktade dock, men vid slutet av samma årtionde var SIMM-minnena väletablerade. 30-pinsmodulerna kallas också för 8-bits-SIMM:ar, eftersom databussen inte var större än så. På en maskin där bussen var 32 bitar bred krävdes därför vanligtvis 4 st SIMM:ar för att expandera minnet.
I början av nittiotalet infördes därför 72-pinsmodulerna, som hade en 32-bitsbuss. De var även fysiskt större – dryga decimetern mot 30-pinsmodulerna som var en knapp decimeter långa. 72-pinsmodulerna användes i persondatorer fram till andra hälften av nittiotalet, varefter de ersattes av DIMM och andra typer av minnen.
Förutom de vanliga typerna med 30 och 72 kontaktbleck fanns även mer udda typer med 64 (Mac IIfx, GVP) eller 80 (DEC) kontakter.